# Talia pitonga
Talia pitonga är en insektsart som beskrevs av Otte, D. och R.D. Alexander 1983. Talia pitonga ingår i släktet Talia och familjen Mogoplistidae. Inga underarter finns listade i Catalogue of Life.